# ATP de Las Vegas
O Aberto de Las Vegas, oficialmente Tennis Channel Open, foi um torneio de tênis masculino. O Torneio é disputado em Las Vegas, Nevada. Fazia parte do ATP International Séries, sendo uma preparação para os Masters Series de Indian Wells e Miami.

## Finais

### Simples
| Ano  | Campeão        | Vice-campeão   | Resultado     |
| ---- | -------------- | -------------- | ------------- |
| 2008 | Sam Querrey    | Kevin Anderson | 4–6, 6–3, 6–4 |
| 2007 | Lleyton Hewitt | Jürgen Melzer  | 6–4, 7–610    |
| 2006 | James Blake    | Lleyton Hewitt | 7–5, 2–6, 6–3 |

### Duplas
| Ano  | Campeões                        | Vice-campeões                      | Resultado        |
| ---- | ------------------------------- | ---------------------------------- | ---------------- |
| 2008 | Julien Benneteau Michaël Llodra | Bob Bryan Mike Bryan               | 6–4, 4–6, [10–8] |
| 2007 | Bob Bryan Mike Bryan            | Jonathan Erlich Andy Ram           | 7–66, 6–2        |
| 2006 | Bob Bryan Mike Bryan            | Jaroslav Levinský Robert Lindstedt | 6–3, 6–2         |